# Хорішки
Хорішки́ — село в Україні, у Козельщинській селищній громаді Кременчуцького району Полтавської області. Населення становить 765 осіб. До 2017 орган місцевого самоврядування — Хорішківська сільська рада, якій були підпорядковані села Вільне (колишні Зайці), Загребелля, Костівка, Пашенівка, Юрки, Юрочки.

## Географія
Село Хорішки знаходиться на лівому березі річки Псел, вище за течією на відстані 3 км розташоване село Загребелля, нижче за течією на відстані 1,5 км розташоване село Юрки, на протилежному березі - село Приліпка. Річка в цьому місці звивиста, утворює лимани, стариці та заболочені озера.

## Назва
Назва села Хорішки, за деякими легендами та розповідями, походить від імені козака Хорішка, який шукав нових земель, так він знайшов це місце і на ньому заснував село Хорішки. Так ця легенда передаєтеся від покоління до покоління.

## Історія

### Давні Часи
Вперше Хорішки згадуються в документах 1600 року, мали 50 хат і належали польським шляхтичам Ліщинським. В 1625 році їх купили Немиричі за 200 тис. польських злотих. З 1648 року Хорішки ввійшли до складу Говтвянської сотні Миргородського полку. Належали Юрію Немиричу — українському магнату, козацькому полковнику.

В 1691 році — говтвянським сотником призначили М. І. Остроградського, який захопив частину земель з Хорішками. За переписом 1726 року у Хорішках Говтвянської сотні Миргородського полку налічувалося 112 дворів посполитих. У 1729 році — 107 дворів. З 1745 року Хорішки належали Миргородському полковому обозному Федору Москову. З 1659 по 1764 роки — входили до складу Полтавського полку, а з 1764 по 1784 роки — Новосанжарського повіту Новоросійської губернії. У 1781 році Хорішки налічували 188 хат, у тому числі виборних козаків — 72 чол., козаків-підпомічників — 12 чол., посполитих — 104 чол. 

Українська хата 18-го століття

З 1784 по 1796 роки Хорішки — Катеринославського намісництва, з 1796 по 1802 роки — Говтвянського повіту Малоросійської губернії, а з 1802 року — Кобеляцького повіту Полтавської губернії. Хорішки, записані як козацьке поселення, були володінням підполковниці Г. І. Сушкової. У селі діяли кінний завод донської породи, великої рогатої худоби — угорської та волоської, а також овечий завод. Тут же були кінний завод місцевої та англійської породи і завод великої рогатої худоби угорської та волоської порід титулярного радника Федора Маслова (можливо, Москова). За переписом 1859 року Хорішки мали 390 дворів, 3549 мешканців. Тут знаходилося волосне правління, відбувався один ярмарок на рік. Після селянської реформи 1861 року, у березні 1862 року, хорішківці відмовилися підписати уставні грамоти в маєтках поміщиків Сушкова та Потоцького. У зв'язку з цим мировий посередник просив вислати в Хорішки два ескадрони солдатів. У 1882 році на кошти Г. І. Сушкової споруджена мурована Миколаївська церква з окремою дерев'яною дзвіницею. За переписом 1900 року у Хорішках, Хорішківської волості Кобеляцького повіту знаходилася козацька сільська громада, до якої входили також козаки прилеглих хуторів, 567 дворів, 4067 мешканців, церковна бібліотека, дві церковнопарафіяльні школи та одна земська. У користуванні громади було озеро. Відбувалося 2 ярмарки на рік.
З початку революції з 1905 по 1907 років, у Хорішках проводять активну антиурядову агітацію серед селян К. Ф. Отешенко, який до 1905 року працював у Полтавських залізничних майстернях, звідки був звільнений за революційну діяльність і, повернувшись додому, працював слюсарем в економії Потоцьких поблизу Хорішок, а також місцеві мешканці Д. Г. Маляров, Я. Д. Харченко та інші. У лютому 1905 року пристав Кобеляцького повіту повідомив, що в Хорішках поширювалися листівки РСДРП. У зв'язку з оголошенням царського маніфесту 17 жовтня 1905 року в Хорішках відбулися багатолюдні мітинги, зібралося близько 500 мешканців. Революційні заворушення у селі було придушено за допомогою поліції та військових частин. У серпні 1907 року поліція в мешканця Хорішок Ф. К. Голобородька виявила підпільну друкарню, де друкувалися листівки. На 1910 рік у Хорішках (з хутором Гончарівки) — мали 286 дворів і 1574 мешканців, був млин з паровим двигуном. Частина населення займалася ремеслами.

### Радянська окупація

Братська могила загиблих у Другій світовій війні

У серпні — вересні 1917 року селяни Хорішки разом з селянами Бригадирівки самовільно захопили 97 десятин землі Козельщинського Різдвяно-Богородицького жіночого монастиря. 
Радянську владу проголошено в січні 1918 року. У квітні того ж року село звільнили німецько-австрійські війська.

Пам'ятник Леніну, що стояв у селі.

Наприкінці 1919 року більшовицька окупація ствердилась остаточно.
З 1923 року Хорішки віднесено до Бригадирівського району Кременчуцького округу. За даними на 1926 рік у Хорішках — 324 двори, 1515 мешканців. До складу сільради входили хутори Десятини, Костівка, Нижня Вакулівка, Пашенівка, Поділ та однойменний хутір Хорішки. У лютому 1931 року буряко-виробниче кооперативне товариство реорганізоване у сільськогосподарську артіль «Єдиний шлях». У 1932—1933 роках внаслідок голоду населення зменшилося на кілька сот чоловік. У 1936 році організовано Хорішківську МТС, перші 33 трактори якої вийшли на поля весною 1937 року. У селі діяли паровий млин, олійниця. Працювали лікарня, середня школа, клуб, бібліотека.
У період німецько-фашистської окупації 1941—1943 років, гітлерівці стратили 4 мешканці села, одного з них спалили живим. Вивезли на примусові роботи до Німеччини 73 чоловік, спалили колгоспні будівлі, і 495 хат мешканців села.
В 1959 Хорішківську і Юрківську сільради об'єднано в одну — Хорішківську з центром у Хорішках. У 1958 році Хорішківську МТС реорганізовано в РТС, а з червня 1961 року — у відділення «Сільгосптехніки». У Хорішках є центральна садиба колгоспу «Перемога» (зерново-буряко-тваринницького напряму), млин і олійниця, ремонтна майстерня Козельщинського РТП, заготпункт, дільниця РЕС. Відділення зв'язку, АТС, радіовузол, відділення Ощадбанку, середня школа, дільнична лікарня, ветеринарна дільниця, дитсадок «Сонечко», будинок культури на 450 місць із постійно діючою кіноустановкою та спортзалом, бібліотека (15,4 тисяч одиниць збірки), будинок побуту, сільський історико-краєзнавчий музей. На 1990 рік у Хорішках проживало 929 чоловік.
12 червня 2020 року, відповідно до розпорядження Кабінету Міністрів України № 721-р «Про визначення адміністративних центрів та затвердження територій територіальних громад Полтавської області», село увійшло до складу Козельщинської селищної громади.
19 липня 2020 року, в результаті адміністративно - територіальної реформи та ліквідації Козельщинського району, село увійшло до складу новоутвореного Кременчуцького району.

## Економіка
- ТОВ Агрофірма «Добробут»

## Об'єкти соціальної сфери
- Школа.
- Лікарня.
- Бібліотека.
- Аптека.

## Пам'ятки

### Природні об'єкти

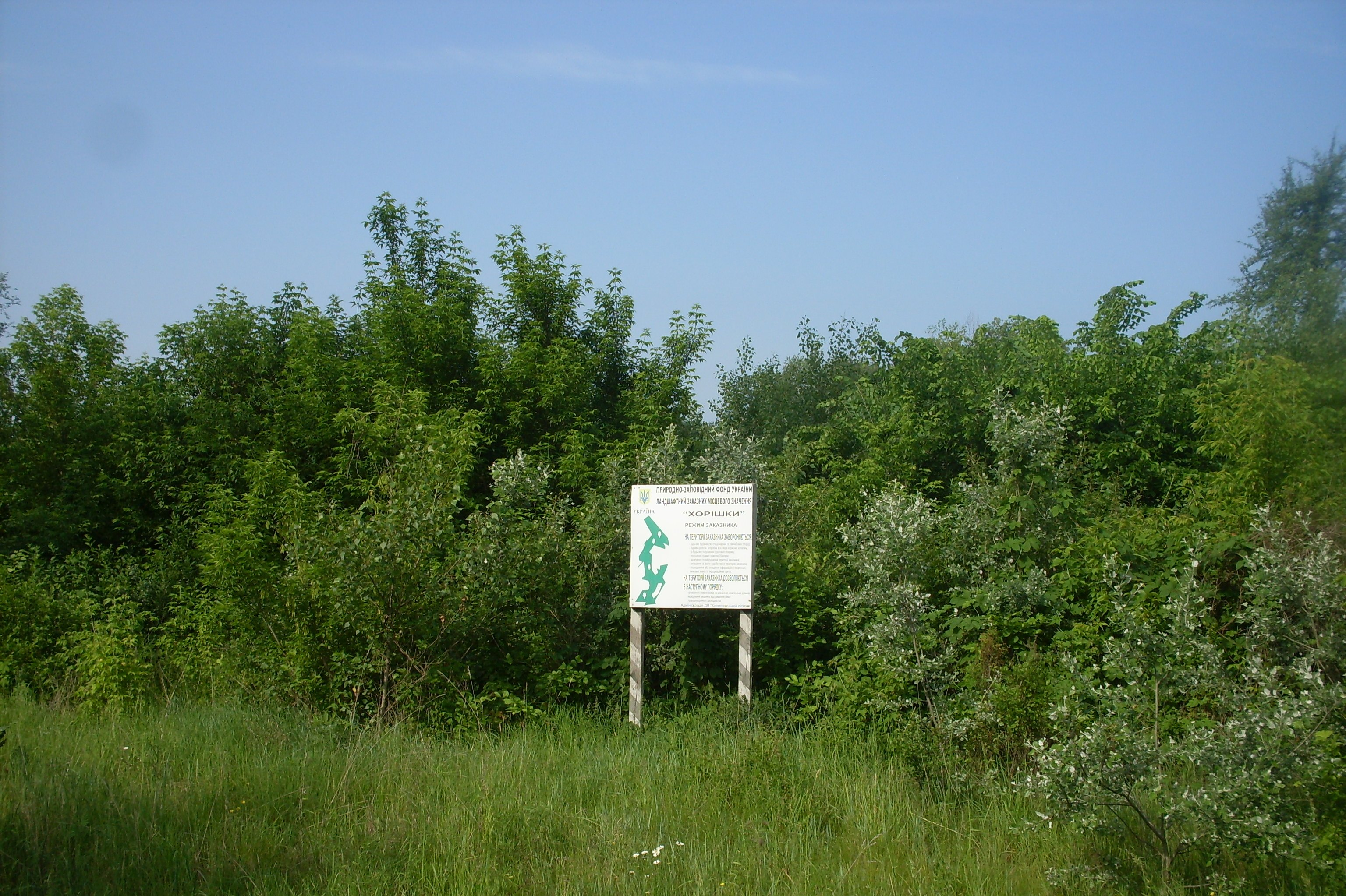

В околицях села Хорішки простягається на 7 км вздовж річки Псел — ландшафтний заказник місцевого значення «Хорішки», який є одним з найбільших в Козельщинському району, площею понад 700 га.

### Пам'ятні місця
У Хорішках є меморіальний комплекс — братська могила радянських воїнів, які загинули при обороні 1941-го і визволенні 1943-го років села від гітлерівців, та пам'ятник воїнам-односельцям, які полягли (145 чоловік) на фронтах Великої Вітчизняної війни (1957 р.).
На сільському цвинтарі в 1957 році встановлено обеліск на братській могилі борців, полеглих 1919—1920 р.р.

## Відомі люди
- Антонін (Грановський) (1865—1927) — український релігійний діяч, церковний педагог, автор проектів літургійних реформ у православній церкві.
- Волко́вич Анна Маркія́нівна (1876, Городня Чернігівської губернії — † ?) — лікарка Хорішківської волосної земської лікарні, громадський діяч, ініціатор та організатор створення осередку Всеросійської Селянської спілки в Хорішківській волості Кобеляцького повіту Полтавської губернії в період революції 1905—1907 років.
- Жванко Любов Миколаївна (1972) — український історик, доктор історичних наук, директор Українсько-польського культурно-освітнього центру Харківського національного університету міського господарства імені О. М. Бекетова
- Скаба Андрій Данилович (1905, с. Хорішки — 1986) — партійний і державний діяч УРСР, історик, академік АН УРСР. З 1959 по 1968 роки — секретар ЦК Компартії України, а з 1968 по 1973 роки — директор Інституту Історії АН УРСР.

У Хорішківській середній школі навчалися письменники — у 20-х роках Д. М. Косарик-Коваленко та 1929—1930 рр. Олесь Гончар, який, зокрема, у листі-відповіді до учениці цієї школи Л. Мошенської писав:
«…Хорішки, далекі мої Хорішки на березі Псла! Ніколи вони не забудуться, як перші радощі життя і перші його гіркоти. Там знав дружбу, там уперше прокинулася любов до літератури, любов на все життя…»
- Гладкий Сергій Вікторович (1995—2017) — молодший сержант Збройних сил України, учасник російсько-української війни.